# Hannover CL.II
Hannover CL.II byl eskortní stíhací letoun, vzniklý v Německu během první světové války, navržený v reakci na požadavek Idfliegu z roku 1917, aby stroj této kategorie chránil průzkumné letouny nad nepřátelským územím. Jednalo se o kompaktní dvouplošník převážně konvenční konfigurace s jednokomorovým systémem vzpěr mezi stupněnými křídly nestejného rozpětí. Trup byl skořepinové konstrukce z tenké dřevěné překližky, velmi podobný stylu trupu série jednomístných stíhaček firmy Albatros navržených Robertem Thelenem.
Hlavní kola pevného podvozku záďového typu byla spojena průběžnou osou, a pilot a palubní střelec seděli v tandemu v otevřených kokpitech, s kokpitem střelce vyvýšeným nad horním obrysem trupu poskytujícím mu větší palebné pole. Ze stejného důvodu měl letoun neobvykle kompaktní ocasní plochy s krátkou kýlovkou integrální se zadní částí trupu a dvouplošnými vodorovnými ocasními plochami s kratším rozpětím než obvyklým. Typ byl celkově menší než obvyklé průzkumné letouny kategorie „C“, a nepřátelští piloti si jej snadno spletli s jednomístnou stíhačkou; omyl, který je při přiblížení ze zadu přivedl do linie výstřelu pozorovatele.
CL.II byl vyráběn také v licenci u firmy LFG-Roland, pod označením CL.IIa. Typ byl hromadně vyráběn a jak válka pokračovala, byl stále více využíván v roli stroje pro přímou podporu a útoky na pozemní cíle, přičemž v této roli zůstal až do uzavření příměří.
Upravená kopie Hannoveru CL.II, pojmenovaná CWL SK-1 Słowik, byla prvním letounem postaveným v nezávislém Polsku, roku 1919 v CWL ve Varšavě. Stroj však 23. srpna 1919 při ukázce akrobacie během předváděcího letu ve Varšavě havaroval, kvůli vadným výztužným drátům, přičemž zahynul i jeho konstruktér Karol Słowik. Polské letectvo v poválečném období užívalo také nejméně 14 strojů řady Hannover CL německé výroby, včetně několika CL.IIa.

## Specifikace (CL.II)

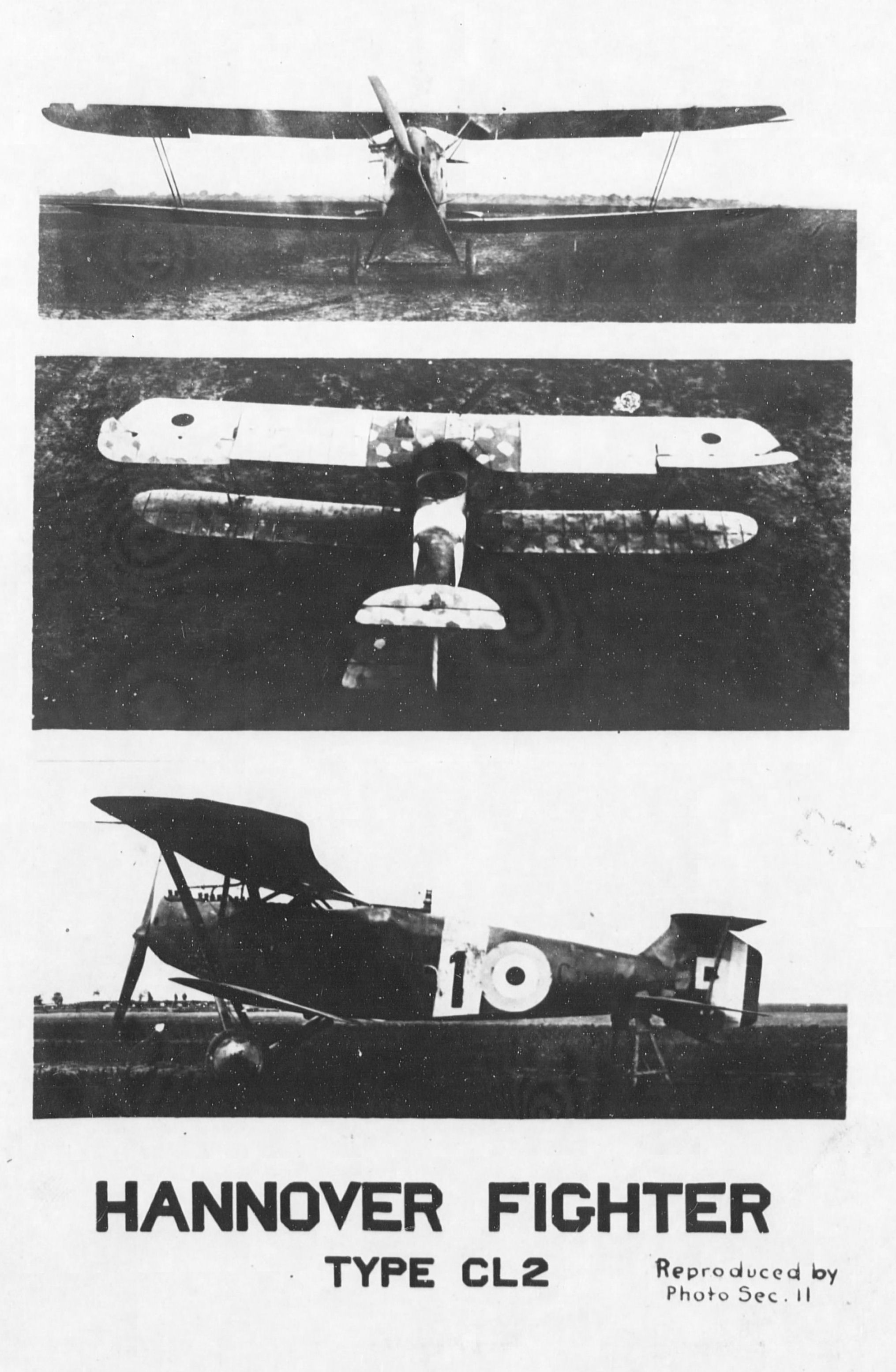
Fotografie CL.II ukořistěného Dohodou

Údaje podle

### Technické údaje
- Osádka: 2 (pilot a střelec/pozorovatel)
- Rozpětí:
  - Horní křídlo: 11,95 m
  - Dolní křídlo: 11,17 m
- Délka: 7,58 m
- Výška: 2,86 m
- Nosná plocha: 32,30 m²
- Hmotnost prázdného stroje: 775 kg
- Vzletová hmotnost: 1 155 kg
- Pohonná jednotka: 1 × kapalinou chlazený šestiválcový řadový motor Argus As III
- Výkon pohonné jednotky: 180 hp (130 kW)

### Výkony
- Maximální rychlost: 165 km/h (ve výšce 5 000 m)
- Výstup do výše 1 000 m: 5,3 min
- Praktický dostup: 7 500 m
- Vytrvalost: 3 hodiny letu

### Výzbroj
- 1 × synchronizovaný kulomet Spandau lMG 08 ráže 7,92 mm
- 1 × pohyblivý kulomet Parabellum MG 14 ráže 7,92 mm